# Psychropotidae
Psychropotidae es una familia de pepinos de mar que viven en aguas profundas. El área de distribución geográfica de algunos psicropótidos es muy extensa en las profundidades abisales, mientras que otras especies tienen áreas de distribución más restringidas.

## Descripción
Los integrantes de la familia Psychropotidae tienen una forma alargada, con la parte anterior de la superficie dorsal deprimida. Muchos psicropótidos presentan un gran apéndice posterior. Suelen tener de 10 a 20 tentáculos y radios ventrolaterales, cada uno con una sola fila de numerosos pies tubulares pequeños. Como todas las holoturias, los psicropótidos presentan depósitos calcáreos (osículos), elementos vestigiales del esqueleto habitual de los equinodermos. En los psicropótidos, estos osículos son esencialmente similares al de otros Holothuroidea, aunque presentan un grado muy bajo de calcificación y consisten, principalmente, en tejido conectivo. Los psicropótidos suelen presentar cuatro espículas armadas con brazos que se proyectan hacia adentro y un único proceso central grande que se proyecta hacia afuera. El anillo calcáreo está incompleto y consta de cinco partes independientes. El eje longitudinal de los escleritos en las papilas es transversal al eje longitudinal de la papila. Los escleritos cóncavos de Laetmogonidae son probablemente homólogos de los escleritos cruciformes cóncavos de Elpidiidae y Psychropotidae. Los escleritos pueden estar ausentes en algunos especímenes de las especies Benthodytes typica y Benthodytes sanguinolenta. En Elasipodida, los tres mesenterios que suspenden el intestino en la parte anterior y media del cuerpo están unidos a la pared corporal dorsalmente, y solo en la parte posterior, el mesenterio que sostiene la segunda parte descendente del intestino penetra en el interradio ventral derecho y se une a la pared corporal cerca de la banda muscular mediadorsal.

## Comportamiento
Todos los psicropótidos pueden nadar distancias cortas; sin embargo, ciertas especies, como Psychropotes longicauda, pasan gran parte de su fase juvenil en la zona pelágica. Mortensen, en 1927, especuló que «la cola larga probablemente sea un aparato natatorio»; su sugerencia es aparentemente cierta para los juveniles de esta especie, pero no para los adultos. Varios autores describen la capacidad de varias especies de Psychropotes de utilizar un gran apéndice dorsal impar como «vela» para desplazarse con la corriente predominante, contorsionando su cuerpo para dirigir su movimiento. La gran variación de este apéndice en la familia de los holoturoideos sugiere que esta adaptación es significativa para permitir a las especies acceder a fuentes de alimento en los entornos con escasez de alimento en los que viven. Ostergren (1938) observó que la mayoría de las especies de la familia Psychropotidae y algunos sinaláctidos, como el género Paelopatides, presentan un color más oscuro ventralmente que dorsalmente. El mismo autor sugirió que los diferentes colores podrían ocultar a los animales nadadores de los depredadores que se encuentran arriba y abajo.

## Taxonomía
Los Psychropotidae se ubican dentro del mismo taxón que la familia Deimatidae. Sin embargo, datos filogenéticos moleculares recientes sugieren que el taxón es polifilético, con Deimatidae separado de todas las demás familias de Elasipoda.

## Reproducción
En las especies de Psychropotidae, el ovario es una gran estructura nodular de paredes gruesas que contiene ovocitos con un tamaño máximo interespecífico de 1,2 a 3 mm. Los testículos son estructuras bien desarrolladas y repletas de espermatozoides, excepto en aquellos especímenes infestados con protozoos parásitos. Hansen (1975) observó un tamaño máximo de óvulos de 4,4 mm para la especie Psychropotes longicauda, el huevo más grande conocido en holoturias.